# ファウンデーションの誕生
『ファウンデーションの誕生』（Forward the Foundation ）は、アイザック・アシモフのSF小説。ファウンデーションシリーズの7作目で、アシモフ死後の1993年に刊行された。アシモフ最後の長編小説であり、遺作となった。

## 概要
『ファウンデーションへの序曲』で心理歴史学実用化の緒を掴んだハリ・セルダンが、第二銀河帝国の基礎となる2つのファウンデーションを設立するまでの後半生が描かれている。
ラストはセルダンの死を描く銀河百科事典の引用で締めくくられているが、特に最後の一文は本作完成後間もなく世を去ったアシモフ自身にも言えることである。

## あらすじ
宰相デマーゼルの庇護の下、ストリーリング大学で心理歴史学の研究に携わっていたセルダンだったが、10年を経たある日、デマーゼルに失脚の危機が訪れる。ダールの反体制運動グループが何と「デマーゼルはロボットである」というキャンペーンを始めたのである。セルダンの活躍によって危機は脱したものの、デマーゼルは宰相を辞し、セルダンが後任に指名される。
その後もいくつかの危機を迎え、そのたびに親しい人々を失いながらも心理歴史学の完成を目指すセルダン。しかし、彼が帝国崩壊を予測していることが世に知られると共に、人々の敵意が彼自身に向けられるようになり、さらに帝国の経済的困窮に伴うプロジェクト打ち切りの危機を迎える。最大の危機を迎えたセルダンを救った意外な救世主とは…。

## 日本語訳書誌情報
- 『ファウンデーションの誕生』、岡部宏之訳、早川書房海外SFノヴェルズ、1995年10月、ISBN 4-15-207965-7
- 『ファウンデーションの誕生（上）』、岡部宏之訳、ハヤカワ文庫SF1236、1998年6月、ISBN 4-15-011236-3
- 『ファウンデーションの誕生（下）』、岡部宏之訳、ハヤカワ文庫SF1237、1998年6月、ISBN 4-15-011237-1